# Hypertext Transfer Protocol

Logo dell'HTTP

In telecomunicazioni e informatica l'HyperText Transfer Protocol (HTTP) (lett. "protocollo per il trasferimento di ipertesto") è un protocollo applicativo usato come principale sistema per la trasmissione d'informazioni su internet. Le specifiche del protocollo sono gestite dal World Wide Web Consortium (W3C). Un server HTTP generalmente resta in ascolto delle richieste dei client sulla porta TCP 80.

## Storia
La prima versione dell'HTTP, la 0.9, risale alla fine degli anni 1980 e costituiva, insieme con il linguaggio HTML e gli URL, il nucleo base del World Wide Web (WWW) global information initiative sviluppata da Tim Berners-Lee al CERN di Ginevra per la condivisione delle informazioni tra la comunità dei fisici delle alte energie. Prima di HTTP il protocollo di riferimento per tali scopi era il più semplice e leggero FTP.
Con la diffusione di NCSA Mosaic, un browser grafico di facile uso, il WWW conobbe un successo crescente e divennero evidenti alcuni limiti della versione 1.0 del protocollo, in particolare:
- l'impossibilità di ospitare più siti web sullo stesso server (virtual host);
- il mancato riuso delle connessioni disponibili;
- l'insufficienza dei meccanismi di sicurezza.

### Riepilogo delle versioni del protocollo HTTP
HTTP/1.0
La prima versione effettivamente disponibile del protocollo, la HTTP/1.0, venne implementata dallo stesso Berners-Lee nel 1991 e proposta come RFC 1945 all'ente normatore IETF nel 1996.
HTTP/1.1
Il protocollo venne quindi esteso nella versione HTTP/1.1, presentato come RFC 2068 nel 1997 e successivamente aggiornato nel 1999 come descritto dal RFC 2616.
HTTP/2
La nuova versione del protocollo, HTTP/2, è stata pubblicata nella RFC 7540 nel maggio 2015.
HTTP/3
La terza versione del protocollo, HTTP/3, è stata pubblicata nella RFC 9114 il 6 giugno 2022.

## Funzionamento
L'HTTP è un protocollo che lavora con un'architettura di tipo client/server: il client esegue una richiesta e il server restituisce la risposta mandata da un altro host. Nell'uso comune il client corrisponde al browser e il server la macchina su cui risiede il sito web. Vi sono quindi due tipi di messaggi HTTP: messaggi richiesta (detti HTTP requests) e messaggi risposta (detti HTTP responses).
HTTP differisce da altri protocolli di livello 7 come FTP, per il fatto che le connessioni vengono generalmente chiuse una volta che una particolare richiesta (o una serie di richieste correlate) è stata soddisfatta. Questo comportamento rende il protocollo HTTP ideale per il World Wide Web, in cui le pagine molto spesso contengono dei collegamenti (link) a pagine ospitate da altri server diminuendo così il numero di connessioni attive limitandole a quelle effettivamente necessarie con aumento quindi di efficienza (minor carico e occupazione) sia sul client che sul server. Talvolta però pone problemi agli sviluppatori di contenuti web, perché la natura senza stato (stateless) della sessione di navigazione costringe a utilizzare dei metodi alternativi — tipicamente basati sui cookie — per conservare lo stato dell'utente.

### Messaggio di richiesta
Il messaggio di richiesta è composto da quattro parti:
- riga di richiesta (request line);
- sezione header (informazioni aggiuntive);
- riga vuota (CRLF: i due caratteri carriage return e line feed);
- body (corpo del messaggio).

#### Riga di richiesta
La riga di richiesta è composta da metodo, URI e versione del protocollo.
Il metodo di richiesta, per la versione 1.1, può essere uno dei seguenti:
- GET
- POST
- HEAD
- PUT
- DELETE
- PATCH
- TRACE
- OPTIONS
- CONNECT

l'URI, uniform resource identifier (identificatore univoco di risorsa), indica l'oggetto della richiesta (ad esempio la pagina web che si intende ottenere).
I metodi HTTP più comuni sono GET, HEAD e POST.
Il metodo GET è usato per ottenere il contenuto della risorsa indicata come URI (come può essere il contenuto di una pagina HTML). HEAD è analogo a GET, ma restituisce solo i campi dell'header, ad esempio per verificare la data di modifica del file.
Una richiesta con metodo HEAD non prevede l'uso del body.
Il metodo POST è usato di norma per inviare informazioni al server (ad esempio i dati di un form).
In questo caso l'URI indica che cosa si sta inviando e il body ne indica il contenuto.

#### Gli header della richiesta
Gli header di richiesta più comuni sono:
Host: nome del server a cui si riferisce l'URL. È obbligatorio nelle richieste conformi HTTP/1.1 perché permette l'uso dei virtual host basati sui nomi.
User-Agent: identificazione del tipo di client: tipo browser, produttore, versione ecc...
Cookie: utilizzati dalle applicazioni web per archiviare e recuperare informazioni a lungo termine sul lato client. Spesso usati per memorizzare un token di autenticazione o per tracciare le attività dell'utente.

### Messaggio di risposta
Il messaggio di risposta è di tipo testuale ed è composto da quattro parti:
- riga di stato (status-line);
- sezione header;
- riga vuota (CRLF: i 2 caratteri carriage return e line feed);
- body (contenuto della risposta).

#### Riga di stato
La riga di stato riporta un codice a tre cifre catalogato nel seguente modo:
- 1xx: Informational (messaggi informativi)
- 2xx: Successful (la richiesta è stata soddisfatta)
- 3xx: Redirection (non c'è risposta immediata, ma la richiesta è sensata e viene detto come ottenere la risposta)
- 4xx: Client error (la richiesta non può essere soddisfatta perché sbagliata)
- 5xx: Server error (la richiesta non può essere soddisfatta per un problema interno del server)

I codici di risposta più comuni sono:
- 200 OK. Il server ha fornito correttamente il contenuto nella sezione body.
- 301 Moved Permanently. La risorsa che abbiamo richiesto non è raggiungibile perché è stata spostata in modo permanente.
- 302 Found. La risorsa è raggiungibile con un altro URI indicato nel header Location. Di norma i browser eseguono la richiesta all'URI indicato in modo automatico senza interazione dell'utente.
- 400 Bad Request. La risorsa richiesta non è comprensibile al server.
- 404 Not Found. La risorsa richiesta non è stata trovata e non se ne conosce l'ubicazione. Di solito avviene quando l'URI è stato indicato in modo incorretto, oppure è stato rimosso il contenuto dal server.
- 500 Internal Server Error. Il server non è in grado di rispondere alla richiesta per un suo problema interno.
- 502 Bad Gateway. Il server web che agisce come reverse proxy non ha ottenuto una risposta valida dal server di upstream.
- 505 HTTP Version Not Supported. La versione di http non è supportata.

#### Gli header della risposta
Gli header della risposta più comuni sono:
- Server. Indica il tipo e la versione del server. Può essere visto come l'equivalente dell'header di richiesta User-Agent
- Content-Type. Indica il tipo di contenuto restituito. La codifica di tali tipi (detti Media type) è registrata presso lo IANA (Internet Assigned Number Authority); essi sono detti tipi MIME (Multimedia Internet Mail Extensions), la cui codifica è descritta nel documento RFC 1521. Alcuni usuali tipi MIME incontrati in una risposta HTTP sono:
  - text/html Documento HTML
  - text/plain Documento di testo non formattato
  - text/xml Documento XML
  - image/jpeg Immagine di formato JPEG

### Tipo di connessione
Il client può chiedere al server, nel messaggio di richiesta, di utilizzare due tipi di comunicazione:
- Non persistente: Per ogni richiesta e relativa risposta, viene stabilita una connessione TCP dedicata.
- Persistente: Ogni richiesta e relativa risposta è trasferita utilizzando la stessa connessione TCP. È il comportamento predefinito di HTTP 1.1.

Da un lato, le connessioni non persistenti introducono una latenza aggiuntiva rispetto a quelle persistenti di almeno tre Round Trip Time (RTT).
Infatti, al termine di ogni risposta da parte del server si rendono necessari:
- 1,5 o 2 RTT per la chiusura della connessione corrente, con la sua stretta di mano conclusiva a tre o quattro passaggi di FIN e ACK (three- o four-way handshake).
- 1,5 RTT per l'apertura della nuova connessione, per i tre passaggi di SYN e ACK.

D'altro canto, le connessioni persistenti precludono il parallelismo nelle comunicazioni, giacché il client che abbia diverse richieste da inviare allo stesso server è costretto a evaderle sequenzialmente, una dopo l'altra.
Per queste ragioni, i browser solitamente sfruttano le complementarità prestazionali delle due politiche di comunicazione per massimizzare la loro efficienza: solitamente aprono con ogni server diverse connessioni TCP in parallelo, su cui comunicano con strategia persistente.

## Esempi di messaggi HTTP
Seguono esempi di messaggi di richiesta e risposta HTTP/1.1.
Gli esempi riguardano il recupero di contenuti su questa enciclopedia web e possono essere riprodotti — e quindi verificati — sul proprio PC copiando e incollando il testo con un client TCP (per esempio: telnet it.wikipedia.org 80 nel caso di URL http://), oppure client TCP con supporto SSL (ad esempio: openssl s_client -connect it.wikipedia.org:443 nel caso di URL https://).
Ai fini della riproduzione si annota che:
- l'unico header obbligatorio nella richiesta HTTP/1.1 è l'header Host contenente la parte host dell'URL (come scritto sopra);
- in genere i browser aggiungono l'header Accept-Encoding per specificare la possibilità di ricevere la risposta in formato compresso. L'header è eliminato per rendere leggibile la risposta (es: Accept-Encoding: x-gzip, x-deflate, gzip, deflate, identity);
- al termine degli header è obbligatoria sempre una riga vuota (ossia due "a capo" consecutivi)
- le parti identificate con [...] indicano le parti omesse

### Richiesta GET e risposta di successo
Recupera la risorsa web presente all'URL https://it.wikipedia.org/wiki/Pagina_principale
```
GET
 
/wiki/Pagina_principale
 
HTTP
/
1.1

Host
:
 
it.wikipedia.org

User-Agent
:
 
Mozilla/5.0 (compatible; Konqueror/3.2; Linux) (KHTML, like Gecko)

Accept
:
 
text/html, image/jpeg, image/png, text/*, image/*, */*

Accept-Charset
:
 
iso-8859-1, utf-8;q=0.5, *;q=0.5 

Accept-Language
:
 
it

Connection
:
 
Keep-Alive

```

Risposta di successo (200 OK):
```
HTTP
/
1.1
 
200
 
OK

Date
:
 
Fri, 22 Feb 2019 10:50:37 GMT

Content-Type
:
 
text/html; charset=UTF-8

Content-Length
:
 
22208

Connection
:
 
keep-alive

Server
:
 
mw1215.eqiad.wmnet

Content-language
:
 
it

Content-Encoding
:
 
gzip

Last-Modified
:
 
Fri, 22 Feb 2019 08:46:20 GMT

Age
:
 
20548

Cache-Control
:
 
private, s-maxage=0, max-age=0, must-revalidate

Vary
:
 
Accept-Encoding,Cookie,Authorization

[...]

 

<!DOCTYPE html>

<
html
 
class
=
"client-nojs"
 
lang
=
"it"
 
dir
=
"ltr"
>

<
head
>

<
meta
 
charset
=
"UTF-8"
/>

<
title
>
Wikipedia, l'enciclopedia libera
</
title
>

[...]

</
body
>

</
html
>

```

### Richiesta GET e risposta di redirezione permanente
Qui il client recupera l'URL http://it.wikipedia.org/wiki/Pagina_principale (differisce dal precedente poiché http invece di https).
La richiesta rimane la stessa dell'esempio precedente.
La risposta cambia esponendo un codice di spostamento permanente (301 Moved Permanently):
```
HTTP
/
1.1
 
301
 
Moved Permanently

Date
:
 
Wed, 19 Apr 2017 16:50:43 GMT

Server
:
 
Varnish

Location
:
 
https://it.wikipedia.org/wiki/Pagina_principale

Content-Length
:
 
0

Connection
:
 
keep-alive

```

### Richiesta POST e risposta di redirezione temporanea
Questa è una richiesta POST per modificare le proprie preferenze di wikipediano con il tema "Cologne Blue" (la sottostringa &wpskin=cologneblue nella prima riga del corpo della richiesta POST)
```
POST
 
/wiki/Speciale:Preferenze
 
HTTP
/
1.1

Host
:
 
it.wikipedia.org

User-Agent
:
 
Mozilla/5.0 (compatible; Konqueror/3.2; Linux) (KHTML, like Gecko)

Accept
:
 
text/html, image/jpeg, image/png, text/*, image/*, */*

Accept-Charset
:
 
iso-8859-1, utf-8;q=0.5, *;q=0.5 

Accept-Language
:
 
it

Connection
:
 
Keep-Alive

Cache-control
:
no-cache

Content-length
:
1291

Content-type
:
application/x-www-form-urlencoded

 

wplanguage
=
it
&
wpgender
=
unknown
&
wpnickname
=
&
wpdisablemail
=
1
&
wpskin
=
cologneblue
&
wppopups
=
0
&
wpdate
=
default
&
wpServerTime
=
1034
&
wptimecorrection
=
System%7C120
&
wptimecorrection-other
=
02%3A00
&
wpimagesize
=
2
&
wpthumbsize
=
2
&
wpmultimediaviewer-enable
=
1
&
wpunderline
=
2
&
wpstubthreshold
=
0
&
wpmath
=
mathml
&
wpcompact-language-links
=
1
&
wpeditfont
=
default
&
wpuseeditwarning
=
1
&
wpshowtoolbar
=
1
&
wpusebetatoolbar
=
1
&
wpusebetatoolbar-cgd
=
1
&
wppreviewontop
=
1
&
wprcdays
=
7
&
wprclimit
=
50
&
wphidecategorization
=
1
&
wpwatchlistdays
=
3
&
wpwllimit
=
250
&
wpwatchlisthidecategorization
=
1
&
wpcirrussearch-pref-completion-profile
=
fuzzy
&
wpgadgets%5B%5D
=
HiddenCat
&
wpgadgets%5B%5D
=
OpenStreetMap
&
wpgadgets%5B%5D
=
ReferenceTooltips
&
wpgadgets%5B%5D
=
WikiMiniAtlas
&
wpgadgets%5B%5D
=
ExternalSearch
&
wpecho-email-frequency
=
0
&
wpecho-email-format
=
html
&
wpecho-subscriptions%5B%5D
=
email-edit-user-talk
&
wpecho-subscriptions%5B%5D
=
web-edit-thank
&
wpecho-subscriptions%5B%5D
=
web-flow-discussion
&
wpecho-subscriptions%5B%5D
=
web-mention
&
wpecho-subscriptions%5B%5D
=
web-user-rights
&
wpecho-subscriptions%5B%5D
=
email-user-rights
&
wpecho-subscriptions%5B%5D
=
web-reverted
&
wpecho-subscriptions%5B%5D
=
web-emailuser
&
wpecho-cross-wiki-notifications
=
1
&
wpecho-show-alert
=
1
&
wpEditToken
=
dc1583a58b9a1293689802ce0700c46e58f79b12%2B%5C
&
title
=
Speciale%3APreferenze
&
wpenotifusertalkpages

```

Risposta HTTP di redirezione temporanea (302 Found) rimanda alla pagina per il login
```
HTTP
/
1.1
 
302
 
Found

Date
:
 
Wed, 19 Apr 2017 17:21:16 GMT

Content-Type
:
 
text/html; charset=utf-8

Content-Length
:
 
0

Connection
:
 
keep-alive

Server
:
 
mw2224.codfw.wmnet

Vary
:
 
Accept-Encoding,X-Forwarded-Proto,Cookie,Authorization

Expires
:
 
Thu, 01 Jan 1970 00:00:00 GMT

Location
:
 
https://it.wikipedia.org/w/index.php?title=Speciale:Entra&returnto=Speciale%3APreferenze&returntoquery=&warning=prefsnologintext2

Age
:
 
0

Cache-Control
:
 
private, s-maxage=0, max-age=0, must-revalidate

```

### Richieste utili nella versione 1.0

#### GET / HTTP/1.0
La GET nella versione HTTP/1.0 risulta comoda per le docenze, si può effettuare con una sola riga perché nella versione 1.0 del protocollo non era obbligatorio inserire l'header "Host:"
Per eseguirla si fa:
```
GET
 
/
 
HTTP
/
1.0

```

Si ricorda di lasciare una riga vuota dopo la richiesta. Attendere la risposta dal webserver...

#### HEAD / HTTP/1.0
Risulta allo stesso modo molto comodo effettuare la richiesta HEAD del protocollo che restituisce le sole intestazioni con:
```
HEAD
 
/
 
HTTP
/
1.0

```

## Versioni sicure
Dal momento che tutto il traffico HTTP è anonimo e in chiaro, sono state sviluppate diverse alternative per garantire differenti livelli di sicurezza, in termini di:
- cifratura del traffico;
- verifica di integrità del traffico;
- autenticazione del server;
- autenticazione dell'utente.

La prima proposta venne direttamente da NCSA, con le versioni server 1.1 e client 2.2 che supportavano un meccanismo di autenticazione utente e cifratura dati basati su messaggi formato PEM e chiavi PGP.
In seguito, sono state standardizzate due versioni sicure del protocollo HTTP chiamate SHTTP e HTTPS. La prima, modellata sulla posta cifrata S/MIME, è ormai caduta in disuso e prevede meccanismi crittografici a livello di payload: le richieste e gli header vengono scambiati in chiaro mentre il contenuto della pagina viene cifrato come una struttura MIME multipart. Il meccanismo HTTPS, inventato da Netscape, usa invece il sottostante canale cifrato a livello di trasporto mediante SSL o TLS per impedire l'intercettazione di qualsiasi parte della transazione. Entrambi i protocolli possono garantire l'identità del mittente, ma solo SHTTP è in grado di garantire anche l'integrità del contenuto dopo averlo, ad esempio, memorizzato su un disco.

## Streaming HTTP
La fruizione nelle pagine WEB di materiale multimediale, quale audio o video viene gestito in modo del tutto analogo al download dei file, tramite un caricamento progressivo o distribuzione progressiva, in cui il file viene scaricato in modo progressivo dall'inizio alla fine (tramite i protocolli Real Time Streaming Protocol e Real-time Transport Protocol) e nel caso il bit-rate sia eccessivo per la rete che lo trasporta può verificarsi un continuo ricaricamento del buffer
Per evitare questi inconvenienti esistono altri sistemi alternativi, che permettono l'adattamento del file alla rete dell'utente finale, questi sistemi sono caratterizzati dai protocolli:
- Smooth Streaming, ideato da Microsoft[6][7]
- HTTP Dynamic Streaming soluzione ideata da Adobe
- HTTP Live Streaming soluzione ideata da Apple
- Octoshape è una piattaforma proprietaria di streaming multimediale, che utilizza la tecnologia per offrire un throughput migliore e rompere la congestione nell'ultimo miglio. Ha la possibilità di utilizzare una suite di tecnologie multicast per ridurre al minimo la larghezza di banda per qualsiasi CDN, ISP, emittente o del fornitore dell'ultimo miglio.

Per contro queste soluzioni sono notevolmente più complesse rispetto alle tradizionali tecnologie di streaming. Alcune delle considerazioni documentate riguardano lo stoccaggio, i costi aggiuntivi per la codifica e la difficoltà nel mantenimento della qualità globale. Ci sono state anche alcune dinamiche interessanti trovate intorno alle interazioni complesse fra logica adattiva bit rate in competizione con complessa logica di controllo del flusso TCP.